# Bobyl

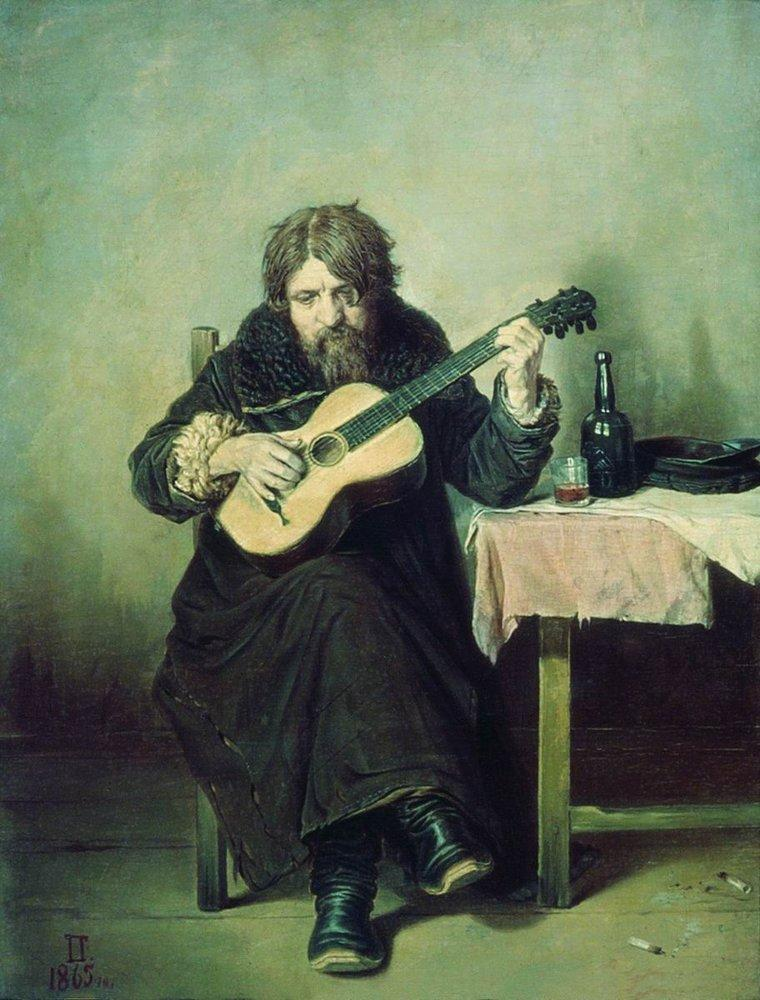
gitaar spelende bobyl - Vasili Perov

Een bobyl (Russisch: бобыль, ook geschreven als bobul, mv. bobulen) was in het Rusland van de 15e tot begin 18e eeuw een erfloze boer, die echter zijn eigen chata of chaloepa (eenvoudige boerenwoning) en een tuin had: een chaloepnik. Ze werden ook koetniki genoemd.
In de oostelijke gouvernementen lag hun sociale en belastingpositie dicht bij de stand der Teptjaren. 

## Geschiedenis
Vanaf de 2e helft van de 15e eeuw verschenen landelijke en stedelijke bobylen, die zich bezig hielden met landbouw, ambachten, kleine handel of loonwerk.  De bobyl betaalde de eigenaar van het land obrok, een vorm van schatting. Van 1631-1632 moesten de bobylen schattingen leveren, die de helft waren van die der boeren (krestjanen). Volgens het oekaz op de erfbelasting van 1679 werden bobylen die op hun eigen erf woonden in belastbaarheid gelijkgesteld aan boeren. Bij de introductie van de belasting per hoofd van de bevolking in 1718-1724 werden de bobylen samengevoegd met de boeren.

### Bobylen-stand in Basjkirië
Na de introductie van de belasting per hoofd van de bevolking bleven de Bobylen voortbestaan als een militaire stand in het Basjkiers-Misjaars legioen, ook wel Basjkierse Kozakken genoemd. Deze Bobylen bestonden voornamelijk uit vertegenwoordigers van de plaatselijke Wolga-Finse volkeren (Mari, Mordwienen, Oedmoerten), naast  Basjkieren, Tsjoevasjen en Tataren. Onder de laatsten was de overgang naar de stand van de Teptjaren wijdverbreid. Aanvankelijk betaalden ze een jasak, die geen vaste grootte had. In 1747 werd de jasak bij de Bobylen en Teptjaren vervangen door een schatting per hoofd van de bevolking van 80 kopeken. Hierna vermelden de documenten de militaire stand der "Teptjaren en Bobylen", die met enkele reorganisaties tot 1866 bestond. In 1855 werden de Teptjaren en Bobylen verbonden aan de militaire dienstklassen van het Basjkiers-Misjaars legioen. Na de afschaffing van het Basjkierse legioen worden ze niet meer genoemd in de documenten.